# Promachus
Promachus är ett släkte av tvåvingar. Promachus ingår i familjen rovflugor.

## Bildgalleri

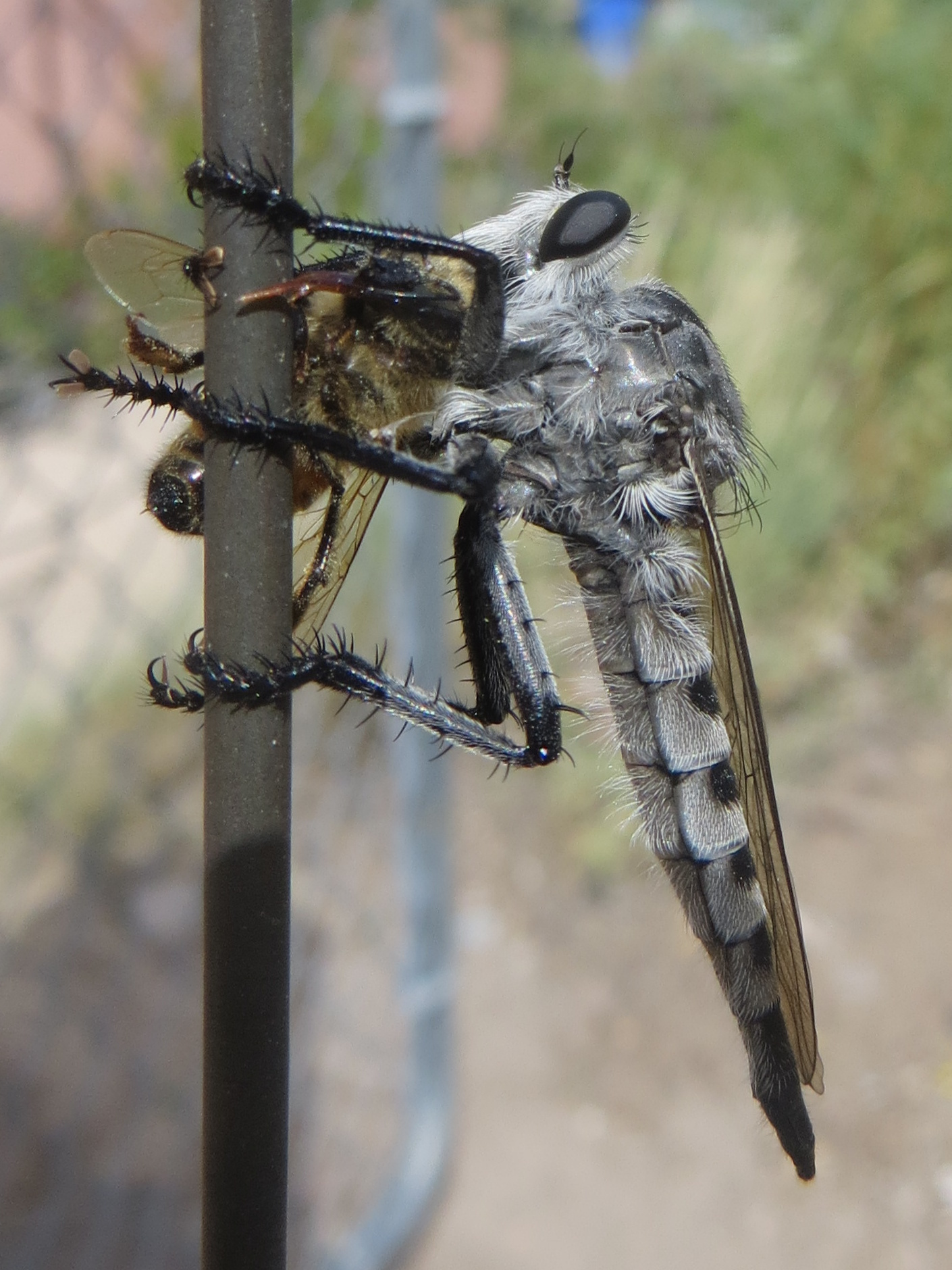
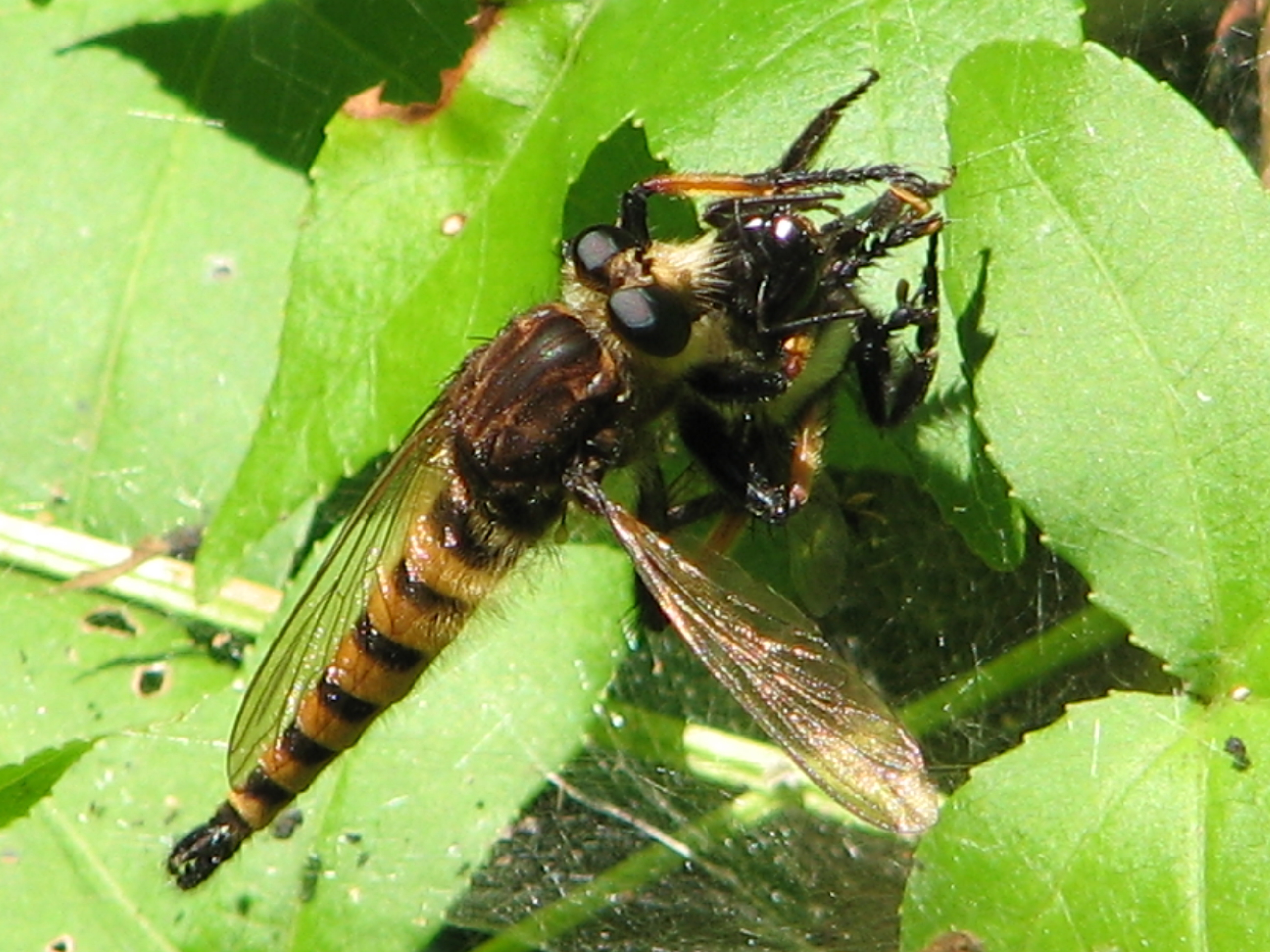
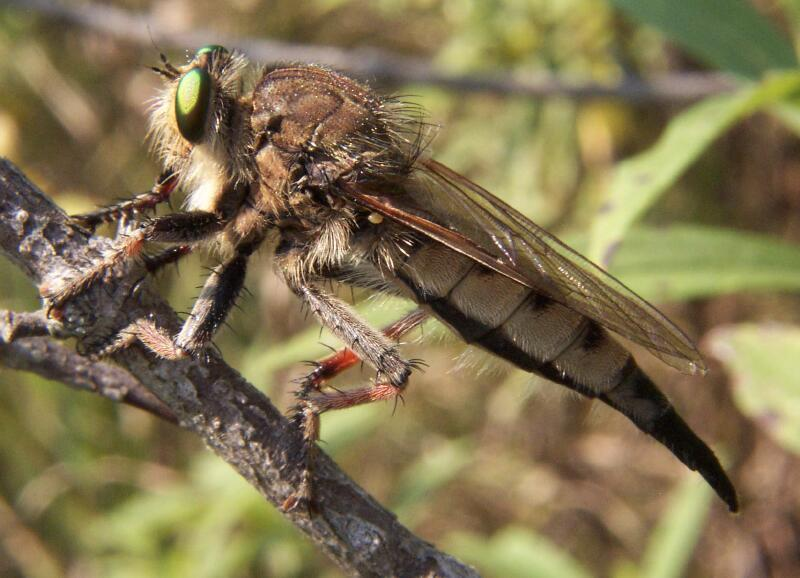
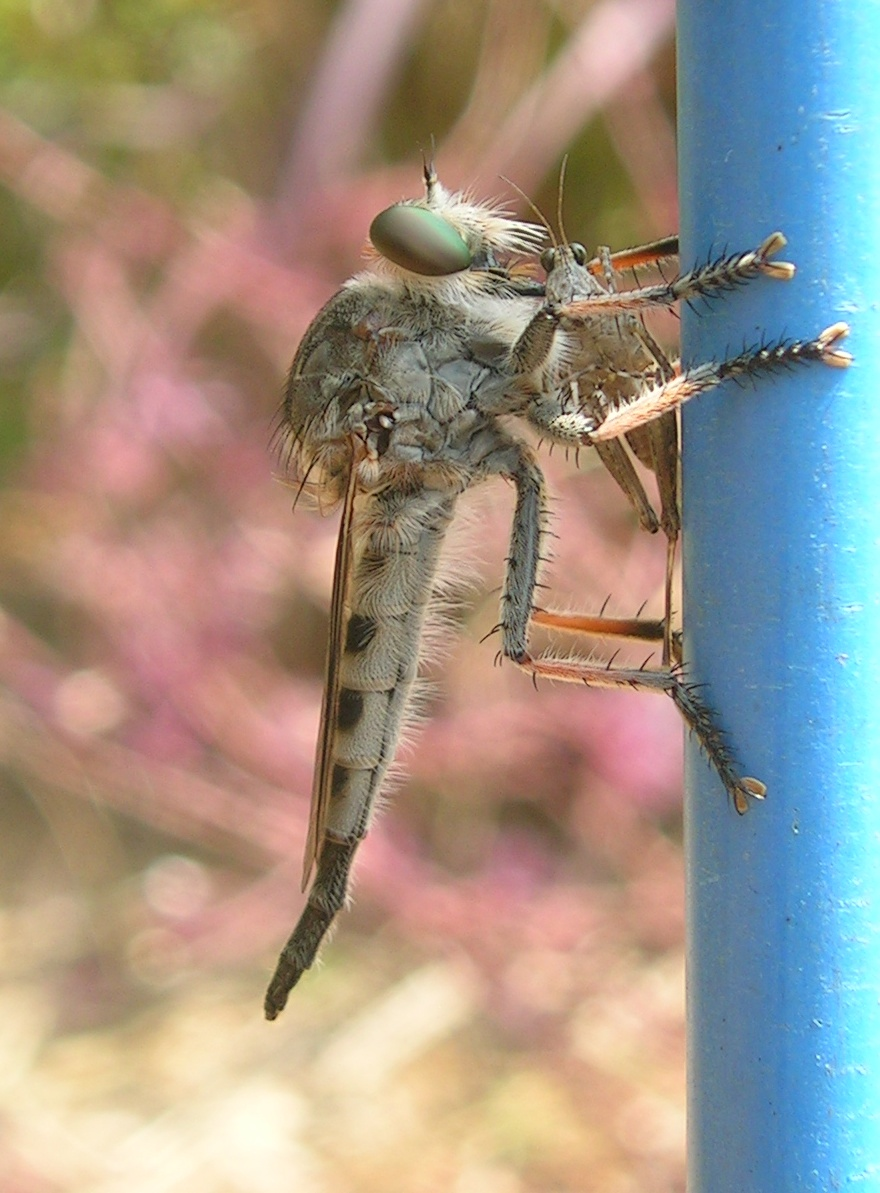
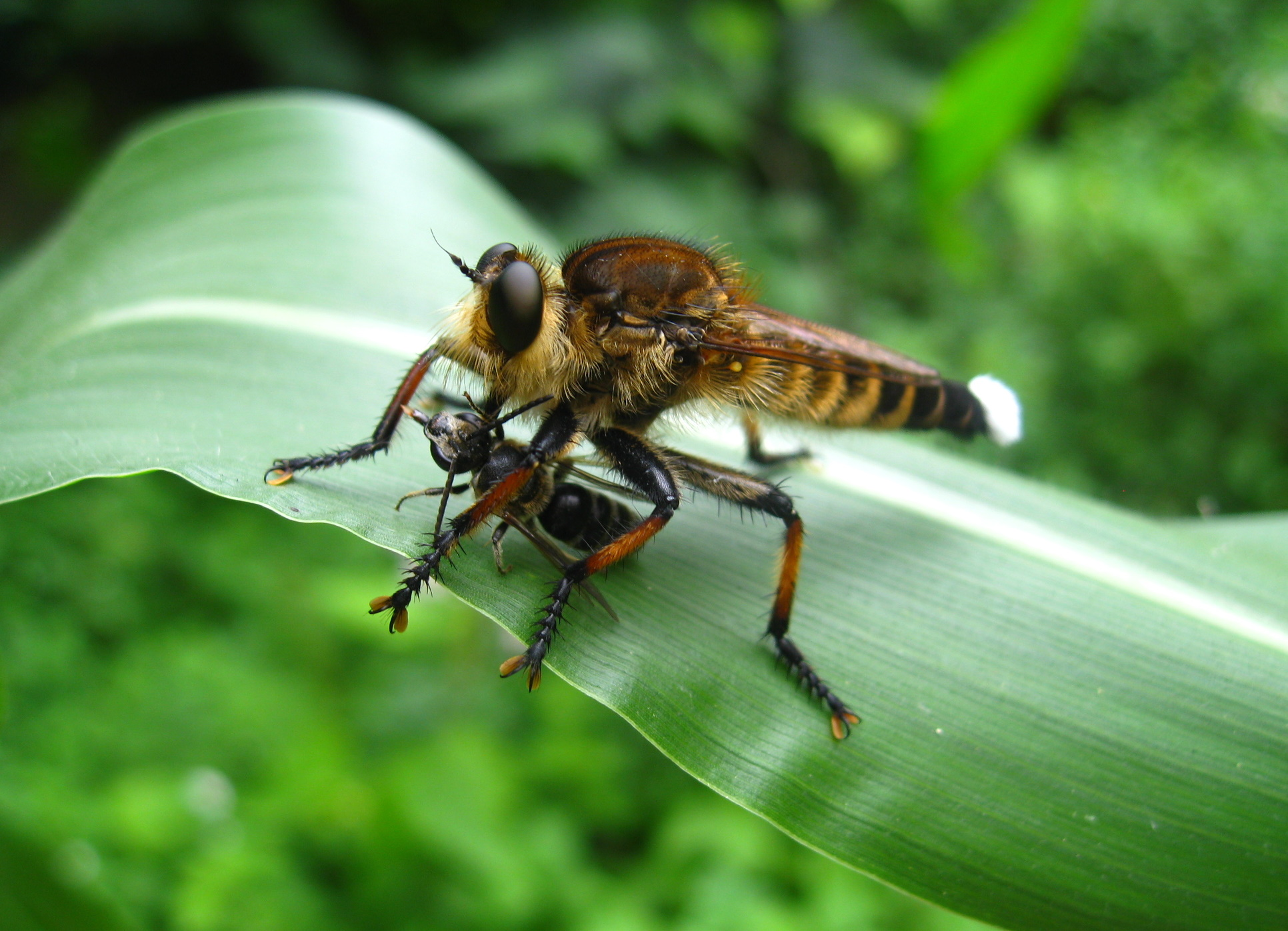
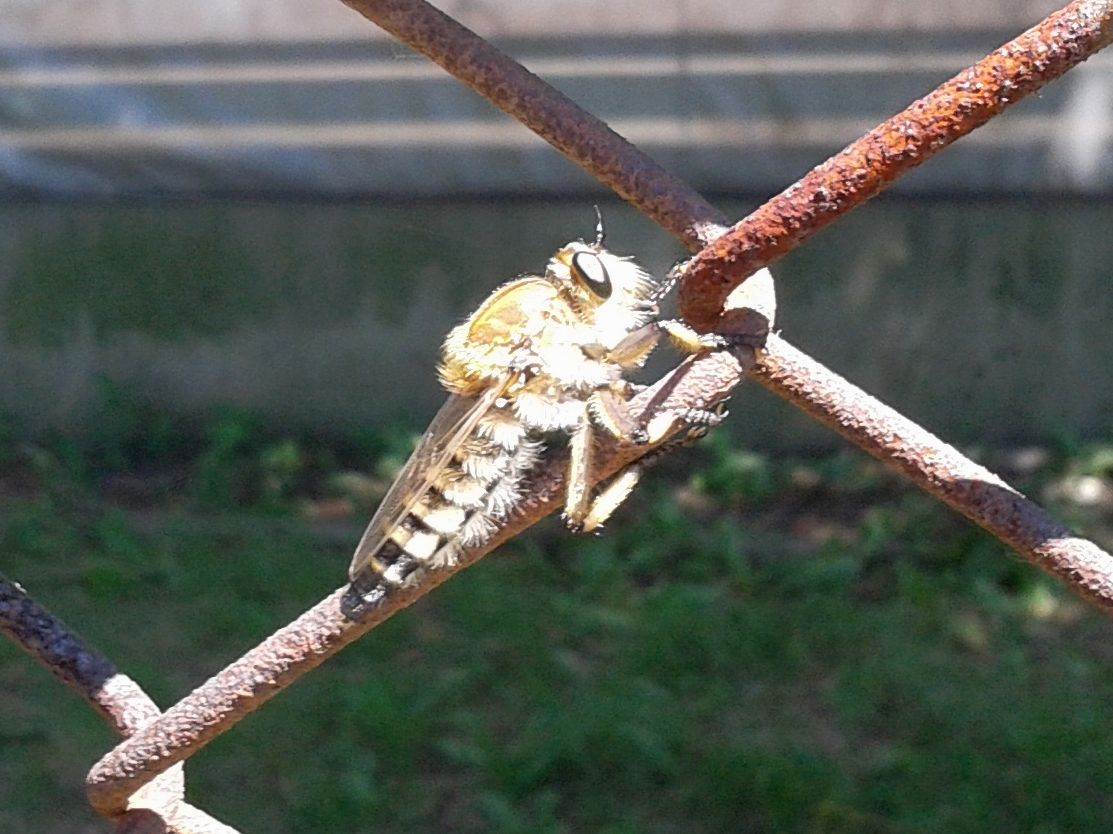

## Dottertaxa tillPromachus, i alfabetisk ordning[1]
- Promachus abdominalis
- Promachus aberrans
- Promachus absterrens
- Promachus acuminatus
- Promachus adamsii
- Promachus addens
- Promachus aedithus
- Promachus aegyptiacus
- Promachus aequalis
- Promachus albicauda
- Promachus albicinctus
- Promachus albifacies
- Promachus albitarsatus
- Promachus albopilosus
- Promachus aldrichii
- Promachus amastrus
- Promachus amorges
- Promachus anceps
- Promachus anicius
- Promachus annularis
- Promachus apicalis
- Promachus apivorus
- Promachus argentipennis
- Promachus argentipes
- Promachus argyropus
- Promachus ater
- Promachus atrox
- Promachus aurulans
- Promachus barbatus
- Promachus bastardii
- Promachus beesoni
- Promachus bellaridi
- Promachus bifasciatus
- Promachus binghamensis
- Promachus binucleatus
- Promachus bomensis
- Promachus bottegoi
- Promachus brevipennis
- Promachus breviusculus
- Promachus breviventris
- Promachus caffer
- Promachus calanus
- Promachus calcaratus
- Promachus calorificus
- Promachus canus
- Promachus captans
- Promachus carpenteri
- Promachus ceylanicus
- Promachus chalcops
- Promachus chinensis
- Promachus cinctus
- Promachus cinereus
- Promachus clausus
- Promachus clavigerus
- Promachus complens
- Promachus condanguineus
- Promachus conradti
- Promachus contractus
- Promachus contradicens
- Promachus cornutus
- Promachus cothurnatus
- Promachus crassifemoratus
- Promachus cristatus
- Promachus cypricus
- Promachus desmopygus
- Promachus dimidiatus
- Promachus djanetianus
- Promachus doddi
- Promachus duvaucelii
- Promachus entebbensis
- Promachus enucleatus
- Promachus erythrosceles
- Promachus fasciatus
- Promachus felinus
- Promachus fitchii
- Promachus flavifasciatus
- Promachus flavopilosus
- Promachus floccosus
- Promachus forcipatus
- Promachus forfex
- Promachus formosanus
- Promachus fraterculus
- Promachus fulvipes
- Promachus fulviventris
- Promachus fuscifemoratus
- Promachus fuscipennis
- Promachus fusiformis
- Promachus genitalis
- Promachus ghumtiensis
- Promachus giganteus
- Promachus gomerae
- Promachus gossypiatus
- Promachus gracilis
- Promachus graeffi
- Promachus grandis
- Promachus griseiventris
- Promachus grisiventris
- Promachus guineensis
- Promachus hastatus
- Promachus heteropterus
- Promachus hinei
- Promachus hirsutus
- Promachus hirtiventris
- Promachus horishanus
- Promachus horni
- Promachus hypocaustus
- Promachus incisuralis
- Promachus indicus
- Promachus indigenus
- Promachus inoratus
- Promachus inornatus
- Promachus jabalpurensis
- Promachus knutsoni
- Promachus laciniosus
- Promachus lateralis
- Promachus latitarsatus
- Promachus lehri
- Promachus lemur
- Promachus leoninus
- Promachus leontochlaenus
- Promachus leucopareus
- Promachus leucopygus
- Promachus leucotrichodes
- Promachus lineosus
- Promachus macquartii
- Promachus maculatus
- Promachus maculosus
- Promachus madagascarensis
- Promachus magnus
- Promachus manilliensis
- Promachus marcii
- Promachus mediospinosus
- Promachus melampygus
- Promachus mesacanthus
- Promachus mesorrhachis
- Promachus metoxus
- Promachus microlabis
- Promachus minusculus
- Promachus mitescens
- Promachus mixtus
- Promachus mustela
- Promachus neavei
- Promachus negligens
- Promachus nicobarensis
- Promachus nigrialbus
- Promachus nigribarbatus
- Promachus nigripes
- Promachus nigropennipes
- Promachus niveicinctus
- Promachus nobilis
- Promachus noninterponens
- Promachus noscibilis
- Promachus nussus
- Promachus obscuripes
- Promachus obscurus
- Promachus oklahomensis
- Promachus opacus
- Promachus orientalis
- Promachus ovatus
- Promachus painteri
- Promachus pallidus
- Promachus pallipennis
- Promachus palmensis
- Promachus parvus
- Promachus perfectus
- Promachus perpusilla
- Promachus philipinus
- Promachus plutonicus
- Promachus poetinus
- Promachus pontifex
- Promachus princeps
- Promachus productus
- Promachus promiscuus
- Promachus pseudocontractus
- Promachus pseudomaculatus
- Promachus pulchellus
- Promachus quadratus
- Promachus quatuorlineatus
- Promachus ramakrishnai
- Promachus rapax
- Promachus raptor
- Promachus rectangularis
- Promachus rex
- Promachus robertii
- Promachus rondanii
- Promachus rubripes
- Promachus ruepelli
- Promachus rueppelli
- Promachus rufescens
- Promachus rufibarbis
- Promachus rufihumeralis
- Promachus rufimystaceus
- Promachus rufipes
- Promachus rufoangulatus
- Promachus rufotibialis
- Promachus sackeni
- Promachus scalaris
- Promachus scotti
- Promachus scutellatus
- Promachus senegalensis
- Promachus simpsoni
- Promachus sinaiticus
- Promachus smithi
- Promachus snowi
- Promachus sokotrae
- Promachus speiseri
- Promachus spissibarbis
- Promachus subsitula
- Promachus subtilis
- Promachus superfluus
- Promachus tasmanensis
- Promachus testacipes
- Promachus tewfiki
- Promachus tewfikis
- Promachus texanus
- Promachus titan
- Promachus transactus
- Promachus transvaalensis
- Promachus trichonotus
- Promachus trichozonus
- Promachus triflagellatus
- Promachus tristis
- Promachus truquii
- Promachus turinus
- Promachus ugandiensis
- Promachus varipes
- Promachus venatrix
- Promachus venustus
- Promachus versicolor
- Promachus vertebratus
- Promachus westermannii
- Promachus vexator
- Promachus wiedemanni
- Promachus viridiventris
- Promachus wollastoni
- Promachus xanthostoma
- Promachus xanthotrichus
- Promachus yepezi
- Promachus yerburiensis
- Promachus yesonicus
- Promachus zenkeri